# Shota Iwata
Shota Iwata (岩田 正太 Iwata Shota?), född 17 juni 1988 i Chiba prefektur, är en japansk före detta fotbollsspelare.
Iwata började sin karriär 2007 i Thespa Kusatsu. 2007 blev han utlånad till Ohara JaSRA. Han avslutade karriären 2008.